# Герман II (граф Веймар-Орламюнде)
Герман II (ок. 1184 — 27 декабря 1247) — граф Веймар-Орламюнде с 1206 года из рода Асканиев.

## Биография
Младший сын графа Зигфрида III и его жены Софии Датской. Правил наследственными владениями вместе с братом — Альбрехтом II.
Враждовал с ландграфами Тюрингии Германом I и Людвигом IV.
Основал город Веймар рядом с одноимённым замком и цистерцианский монастырь в Обервеймаре.
В борьбе Вельфов и Штауфенов поддерживал последних.

## Семья
Жена — Беатриса фон Андекс-Меран, дочь меранского герцога Оттона I. Унаследовала сеньорию Плассенбург с Кульмбахом и Митльбергом и сеньорию Бернек.
Дети:
- Герман III (ок. 1230—1283)
- Альбрехт III (ум. 1293)
- Оттон III Великолепный (ок. 1236 — 13 мая 1285)
- София, с 1259 жена графа Генриха VIII фон Вейда
- Оттон Младший, в 1265—1308 канонник в Вюрцбурге
- Герман, священник.